# Barranc de la Vall (Abella de la Conca)
El barranc de la Vall és un barranc del terme municipal d'Abella de la Conca, a la comarca del Pallars Jussà.
És afluent del riu d'Abella, i pertany a la conca del Noguera Pallaresa. Discorre a prop de Cal Pere del Trena i de Cal Gavatx, al sud de la Serra de Carreu. És, aproximadament, al centre d'aquesta serra, en els seus contraforts meridionals.
Neix a 1.395,8 msnm just a ponent del Coll des Eres, a l'extrem nord del Serrat de Cal Calafí, i durant el primer tram segueix la direcció oest, discorrent als peus -sud- del Comellar Gran. Rep el barranc del Clot de la Serradora, passa al sud-est del lloc de Vilarenc, per sota, i migdia, dels Feixancs i del lloc on hi havia hagut Casa Guerxo, i arriba a llevant de los Feixans, fins que arriba sota, i a llevant, del Turó de l'Espluga Redona on gira cap al sud, fent amples revolts tant cap a l'est com cap a l'oest. Passa a l'est de la Casa de la Vall, que li dona el nom -o a l'inrevés-, i s'adreça al Mas Palou, al nord del qual rep per la dreta el barranc de Caborriu. Poc després, i a llevant del Molí d'Abella, s'aboca en el riu d'Abella.

## Etimologia
Es tracta d'un topònim nom romànic descriptiu: el terme d'Abella de la Conca té, bàsicament, dos sectors: la zona dels Plans (los Plans, Planers, etc.), i la zona de la vall alta del riu d'Abella, o, senzillament, "la Vall".